# Агиос Николаос (дем Бер)
Агиос Николаос (на гръцки: Άγιος Νικόλαος) е село в Република Гърция, дем Бер (Верия), област Централна Македония.

## География
Селото е разположено в Сланицата, на 100 m височина в източните поли на планината Каракамен (Вермио), в землището на Чорново, на километър западно от Туркохор (Патрида).

## История
Агиос Николаос е ново селище. Появява се за пръв път в 1981 година.
| Година    | 1913 | 1920 | 1928 | 1940 | 1951 | 1961 | 1971 | 1981 | 1991 | 2001 | 2011 | 2021 |
| --------- | ---- | ---- | ---- | ---- | ---- | ---- | ---- | ---- | ---- | ---- | ---- | ---- |
| Население |      |      |      |      |      |      |      | 66   | 69   | 94   | 68   | 50   |